# Detroit Lakes
Detroit Lakes és una població dels Estats Units a l'estat de Minnesota. Segons el cens del 2008 tenia 8.131 habitants.

## Demografia
Segons el cens del 2000, Detroit Lakes tenia 7.348 habitants. La densitat de població era de 378,3 habitants per km².
Per edats la població es repartia de la següent manera: un 22,8% tenia menys de 18 anys, un 7,5% entre 18 i 24, un 24,4% entre 25 i 44, un 21,6% de 45 a 60 i un 23,7% 65 anys o més.
L'edat mediana era de 42 anys. Per cada 100 dones de 18 o més anys hi havia 81,2 homes.
La renda mediana per habitatge era de 29.264 $ i la renda mediana per família de 42.267 $. Els homes tenien una renda mediana de 28.939 $ mentre que les dones 21.439 $. La renda per capita de la població era de 18.509 $. Entorn del 9,9% de les famílies i el 15% de la població estaven per davall del llindar de pobresa.

## Poblacions més properes
El següent diagrama mostra les poblacions més properes.